# Stuart Clark
Stuart Clark (Inghilterra, ...) è un giornalista e astronomo inglese, scrittore e divulgatore scientifico, che si dedica alla diffusione dell'astronomia mediante romanzi semi-storici su personaggi della fisica e astrofisica.
La sua carriera è principalmente dedicata alla presentazione di concetti scientifici al pubblico, tramite romanzi e saggi di astronomia, documentari radio-televisivi e articoli su riviste specialistiche.

## Biografia
Clark possiede un first class honours degree e un PhD in astrofisica. È socio della Royal Astronomical Society e ha occupato la carica di Vice Chair della Association of British Science Writers. Il 9 agosto 2000 il quotidiano The Independent lo ha nominato assieme a Stephen Hawking e all'Astronomo Reale, Professor Sir Martin Rees, come una delle 'stelle' dell'insegnamento britannico nell'astrofisica.
Attualmente Clark divide il suo tempo tra la scrittura di libri e, con le sue capacità di consulente in cosmologia, la scrittura di articoli per la rivista New Scientist. Scrive altresì per l'Agenzia Spaziale Europea, dove è stato per un periodo di tempo  Senior Editor di Space Science. Negli anni Clark ha scritto anche per altre agenzie e riviste, per citarne alcune: BBC Sky at Night, BBC Focus, The Times, The Guardian, The Economist, The Times Higher Education Supplement, Daily Express, Astronomy Now e Sky and Telescope.
Fino al 2001 Clark è stato il Direttore per l'Educazione Pubblica in Astronomia presso la Hertfordshire University, dove ha insegnato a corsi di laurea, post laurea e al pubblico generale, mentre eseguiva ricerche negli ambiti della formazione stellare, abitabilità planetaria e nelle origini della vita. In un articolo pubblicato da Science nel 1998 ha aiutato a sviluppare il paradigma corrente che gli amminoacidi sinistrorsi necessari per l'origine della vita sulla Terra furono sintetizzati in regioni di formazione stellare sparse in tutta la Galassia.
Nel 2001 Clark decise di trasformare l'attività di scrittore da un'occupazione part-time a un lavoro a tempo pieno. Rimane comunque un Visiting Fellow che promuove l'Università e continua a contribuire alle notti di osservazioni aperte al pubblico. Essendo passato dalla scienza propriamente detta al giornalismo scientifico, ora impiega la sua vita lavorativa nel tradurre astronomia, ricerca spaziale e fisica in un linguaggio comprensibile al pubblico generale. Clark è anche stato astronomo accompagnatore su una nave da crociera e in un viaggio in Cina per un'eclisse. Tiene frequenti conferenze al pubblico in tutto il Regno Unito, e in modo sempre maggiore anche all'estero.

## Opere
- The Search for Earth's Twin, 2016, Alla ricerca di una nuova Terra, Dedalo, 2018
- The Unknown Universe in 10 Chapters, 2015. L'universo, questo sconosciuto, 2017, Edizioni Dedalo ISBN 9788822002693
- The Day Without Yesterday (The Sky's Dark Labyrinth Trilogy: Book III), 2013, Il giorno senza ieri, Dedalo, 2014
- The Sensorium of God (The Sky's Dark Labyrinth Trilogy: Book II), Polygon, 2012, Il sensorio di Dio, Dedalo, 2013
- The Sky's Dark Labyrinth (The Sky's Dark Labyrinth Trilogy: Book I), Polygon, 2011, L'oscuro labirinto del cielo, Dedalo, 2012
- Voyager: 101 Wonders Between Earth and the Edge of the Cosmos, Atlantic, 2012
- The Big Questions: The Universe, Quercus Publishing, 2010, Le grandi domande: Universo, Dedalo, 2012
- Galaxy Exploring the Milky Way, Barnes and Noble, 2008 (GB: Quercus, 2009)
- Deep Space The Universe from the beginning, Barnes and Noble, 2007 (GB: Quercus, 2008)
- The Sun Kings: The Unexpected Tragedy of Richard Carrington and the Tale of How Modern Astronomy Began (finalista al Premio della Royal Society nel 2008), Princeton University Press, rist. 2009, I re del sole. Il racconto dell'astronomia moderna, Einaudi, 2009
- Journey to the Stars, Oxford University Press, 2000
- Life on Other Worlds and How to Find It, Springer-Praxis, 2000
- Universe in Focus: The Story of the Hubble Space Telescope, Andromeda, 1997 (rist. 1998)

Clark ha contribuito e presentato il programma di National Geographic intitolato Storm Worlds. Altri contributi radio-televisivi comprendono interventi su Radio 4, Radio 3, BBC e Channel 4.